# Bois de Sudais
Bois de Sudais este o arie protejată (sit de importanță comunitară — SCI) din Franța întinsă pe o suprafață de 260 ha, integral pe uscat.

## Localizare
Centrul sitului Bois de Sudais este situat la coordonatele 47°25′32″N 1°11′18″E / 47.42556°N 1.18833°E.

## Înființare
Situl Bois de Sudais a fost declarat arie specială de conservare în baza directivei 92/43 din 1992 referitoare la conservarea habitatelor naturale și a faunei și florei sălbatice pentru a proteja 1 specie de plante și 2 specii de animale.

## Biodiversitate
Situată în ecoregiunea atlantică, aria protejată conține 7 habitate naturale: Lacuri eutrofice naturale cu vegetație de tip Magnopotamion sau Hydrocharition, Mlaștini turboase de tranziție și turbării mișcătoare, Mlaștini împădurite, Depresiuni pe substraturi de turbă de Rhynchosporion, Ape stătătoare oligotrofe până la mezotrofe, cu vegetație de Littorelletea uniflorae și/sau de Isoëto-Nanojuncetea, Turbării active, Ape oligotrofe din câmpii nisipoase, cu un conținut foarte redus de minerale (Littorelletalia uniflorae).
La baza desemnării sitului se află mai multe specii protejate:
- plante (1): Luronium natans
- nevertebrate (2): libelule (Leucorrhinia pectoralis), rădașcă (Lucanus cervus)

Pe lângă speciile protejate, pe teritoriul sitului au mai fost identificate 8 specii de plante.